# Fehér György (festő, 1929–2015)
Fehér György (francia nyelvterületen: Georges Feher) (Miskolc, 1929. január 22. – Montcourt-Fromonville, Seine-et-Marne megye, 2015. december 10.) magyar származású, 1954-től Franciaországban élt festőművész.
A Párizsi iskola figuratív festőművésze és litográfusa.

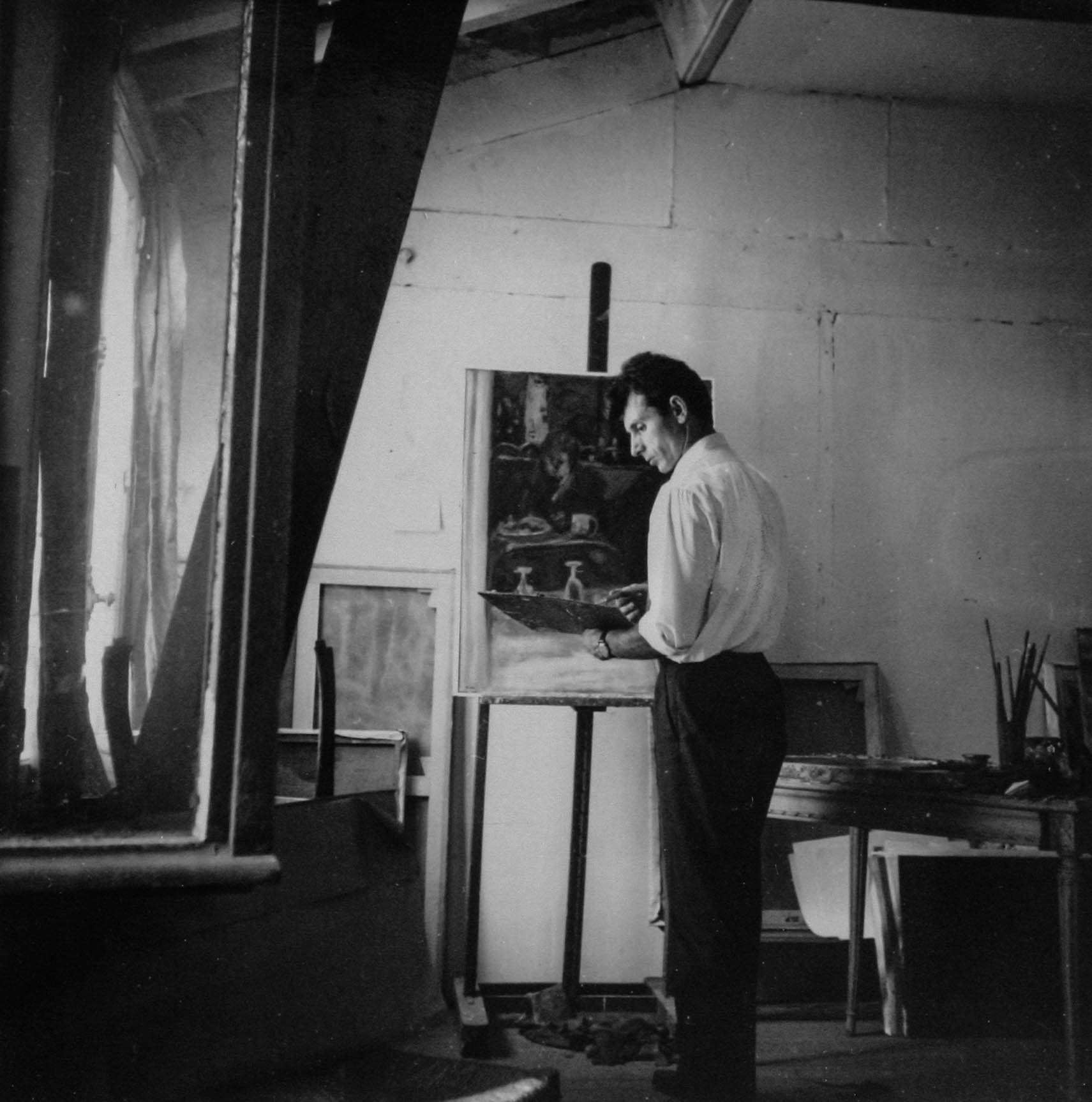
Georges Feher a Daguerre utcai műtermében

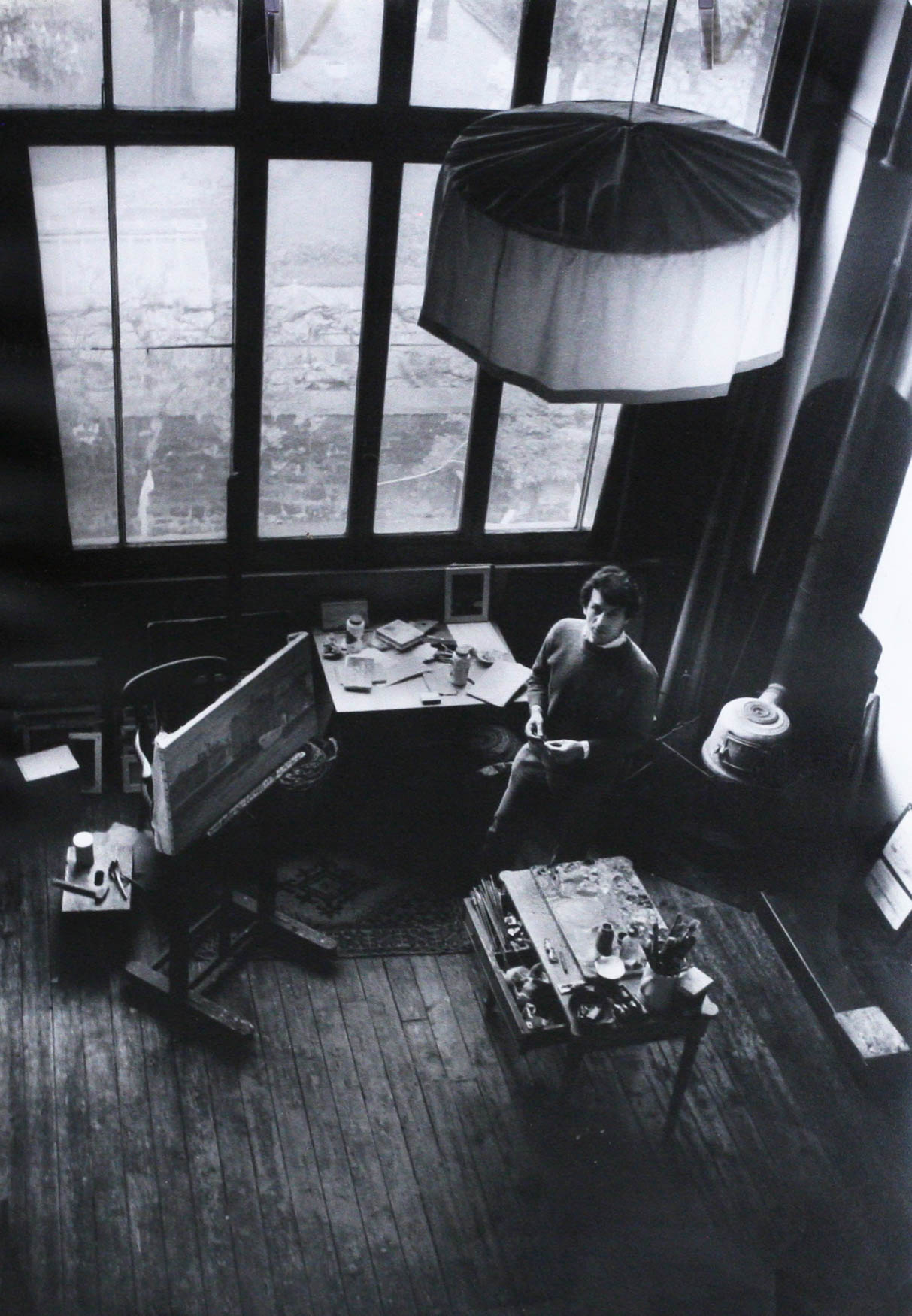
Georges Feher az Oudinot utca 23. alatti műtermében, 1964

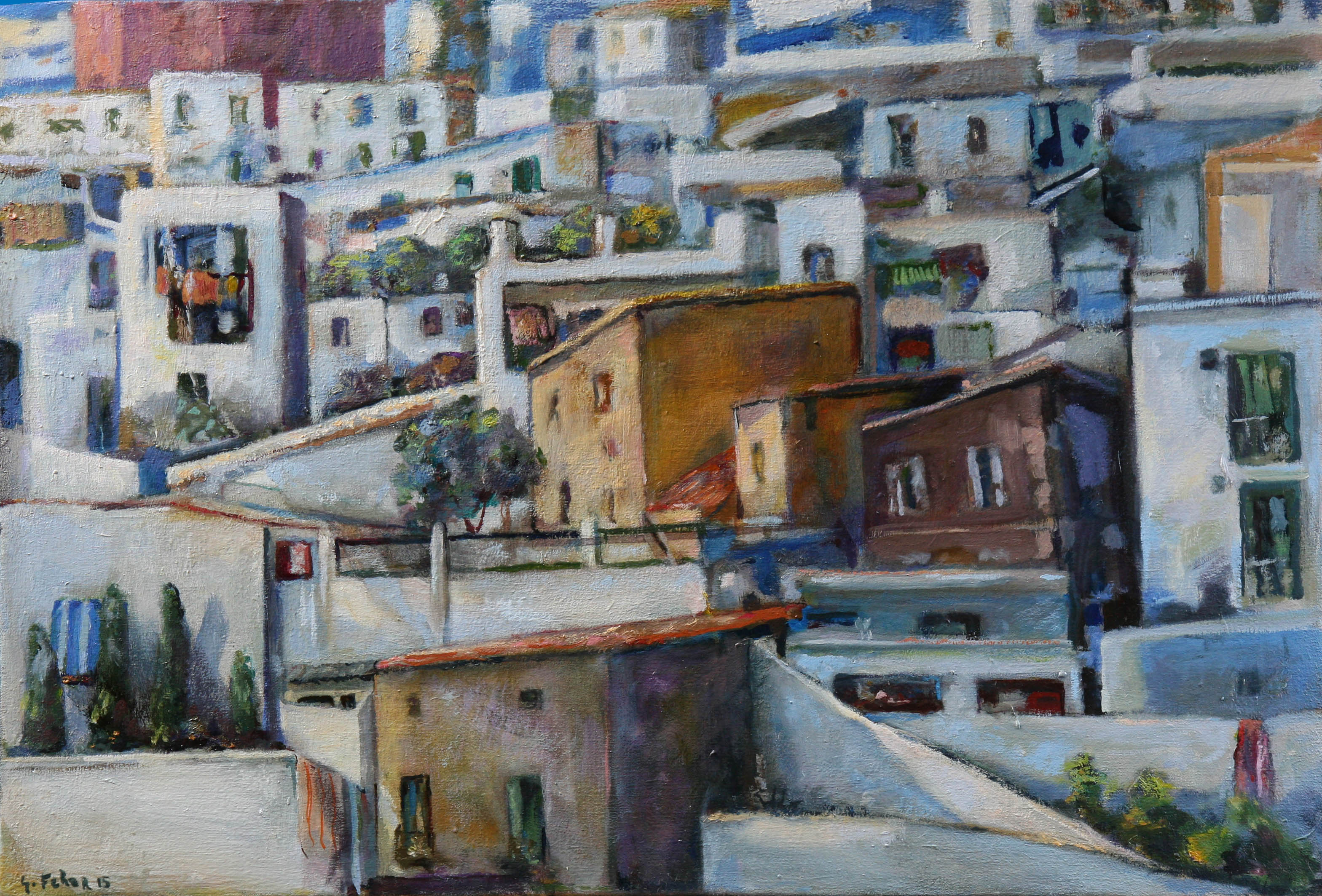
Dalt Vila, Ibiza, 73 × 92 cm

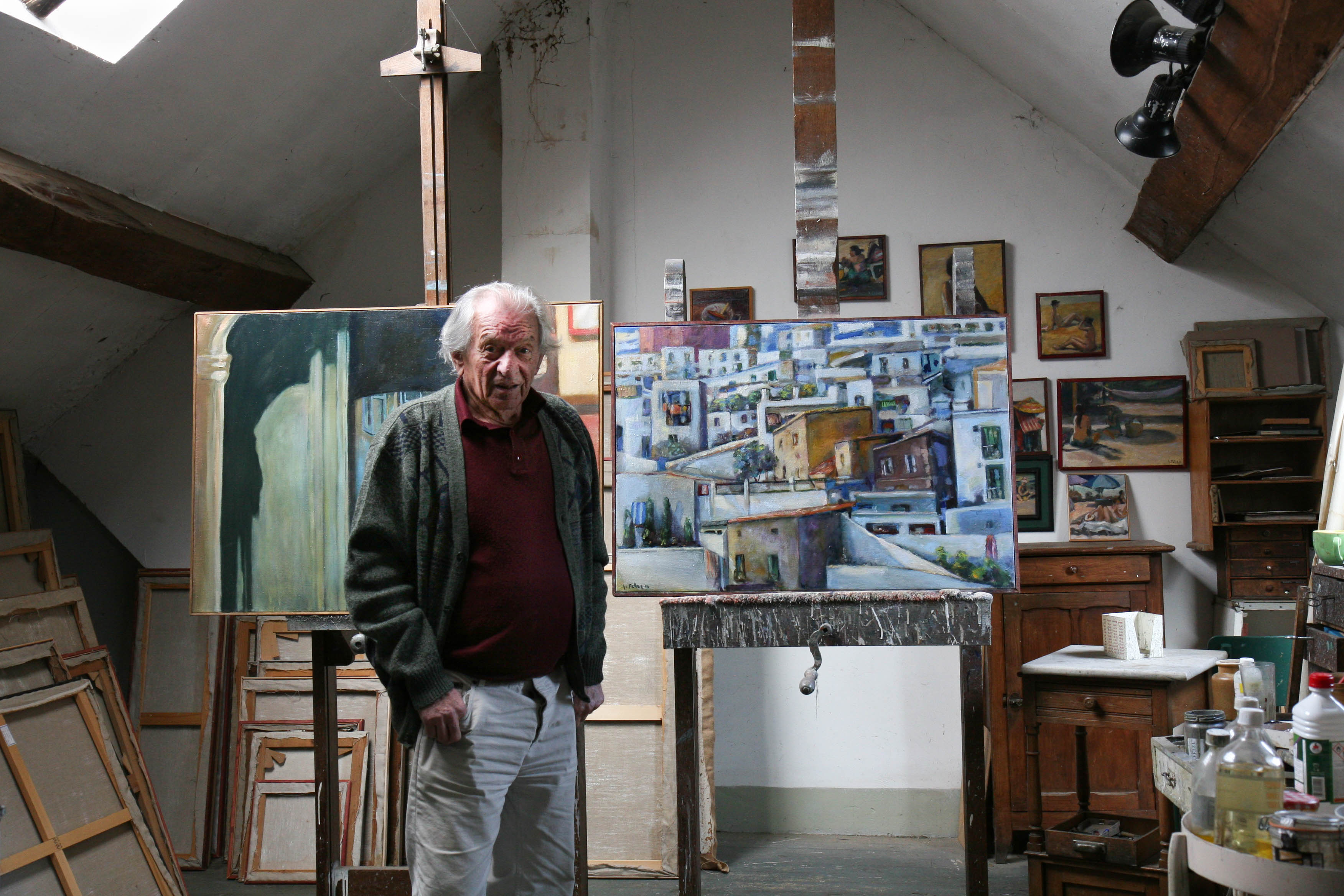
Georges Feher Montcourt-Fromonville-i műtermében, 2015 októberében

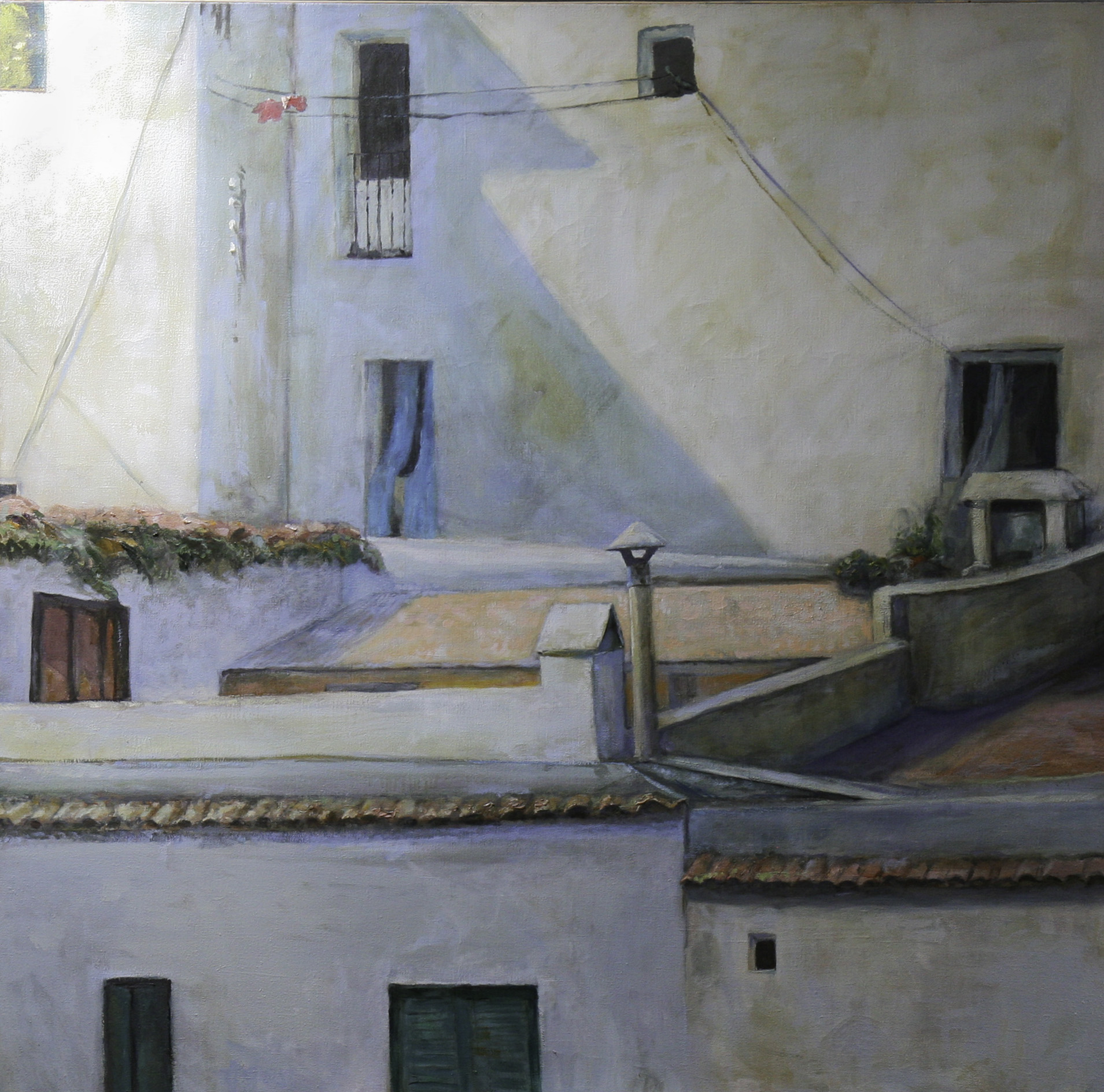
Ibizai homlokzatok, 150 × 150 cm

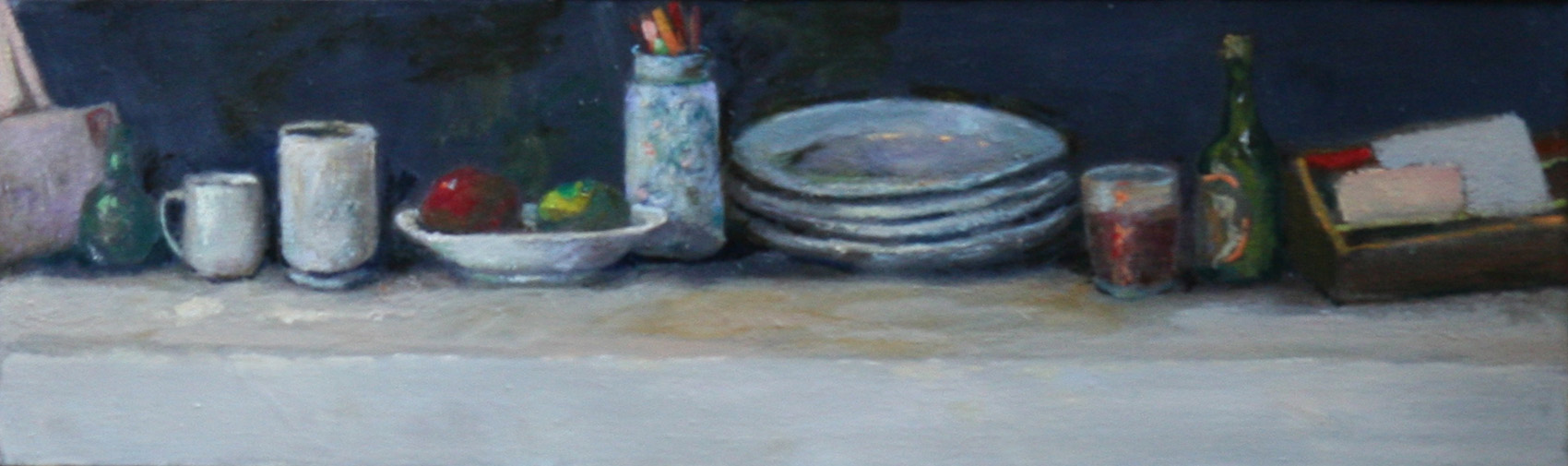
Csendélet

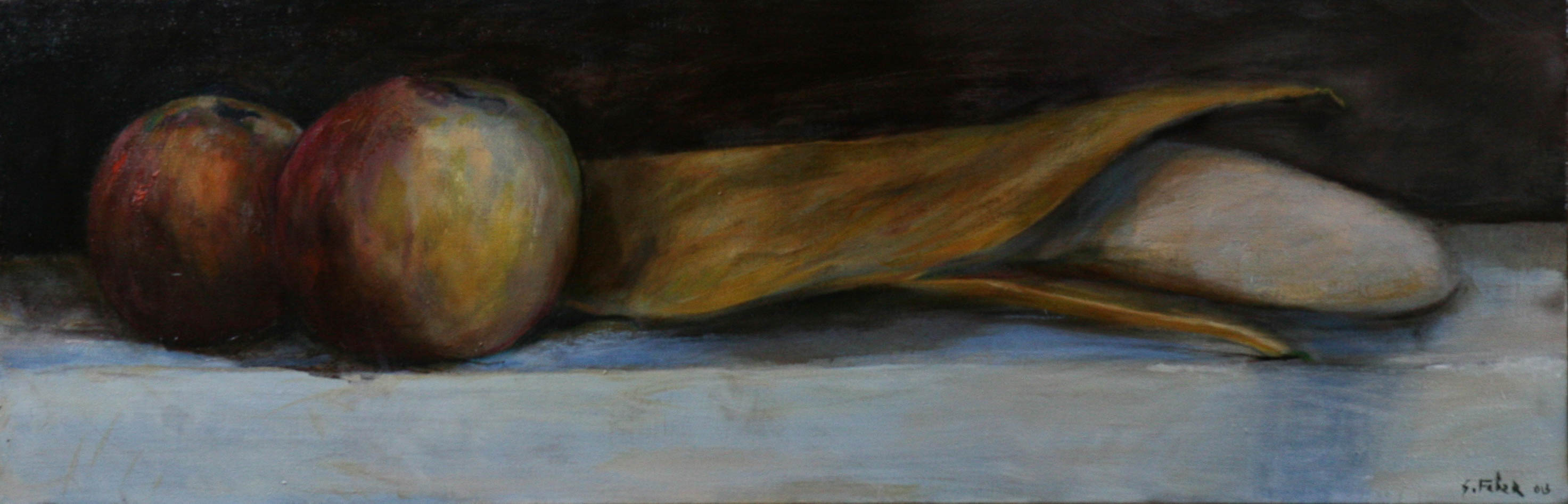
Csendélet

## Élete
Nagybátyja, a szintén festő Fehér József nyomdokait követve már 16 évesen jelentkezett a Képzőművészeti Főiskolára. Fiatal kora miatt csak később vették fel, de engedélyt kapott egyes előadások látogatására. 1946–1948 között a posztimpresszionista Nagybányai iskola nagytekintélyű szellemi örökösének, Szőnyi Istvánnak a tanítványa volt a Képzőművészeti Főiskolán.
Fehér György ezekben a tanulmányi években szoros ismeretséget kötött Hantai Simonnal, de különösen erős barátság alakult ki két évfolyamtársával, Kallós Pállal (később Paul Kallos) és Vaitó Ágotával (néhol Vajtó, később Agathe Vaïto, 1928–1974). Barátja volt az építészhallgató, David-Georges Emmerich (1925–1996), aki később Franciaországban elismert specialistája lett a „tenségrité” építészeti szerkezet- és stílusbeli felhasználásának.
Tanulmányainak végén, 1948-ban vándorolt ki a fokozatosan sztalinizálódó Magyarországról, Európa több országát bejárva, végül Franciaországban telepedett le. 1951-ben azonban úgy döntött, hogy Kanadába utazik. 1954-ben érkezett vissza Párizsba. Itt fedezte fel az akkor korszerű absztraktot, a tasizmust, amely néhány évre az ő alkotói világát is meghatározta. Úgy gondolta, hogy a párizsi élet egyenlő az absztrakt festészettel, s őt ez a tény annak követésére kötelezi. „Ez egy bolond ötlet volt” – ahogy visszaemlékezve maga mondta nem kevés humorral felidézve ezt az alkotói korszakát. Itt ismét találkozott az utána egy évvel (1949-ben) Párizsba emigráló két barátjával Kallós Pállal és Vaitó Ágotával.
1957-ben a nyarat Bernard Dufourral töltötte Gordes (Vaucluse) faluban, amikor rádöbbent, hogy a táj természeti szépségeit nem tudja visszaadni, s így Fehér végleg szakított addigi absztrakt stílusával és elkötelezte magát a figuratív festészet mellett. Egy félig absztrakt, félig figuratív stílust kísérletezett ki, amellyel végre ki tudta fejezni azokat az élményeket, amelyek megérintették.
Fehér György Kallós Pál és Vaito Ágota révén találkozott Pierre Loeb híres galériatulajdonossal. Loeb a Beaux-Arts utca 2. szám alatt működő galériája emeleti helyiségeit kiadta Fehérnek (aki azonban műtermét megtartotta a Daguerre utca 19. szám alatt). Ugyanakkor szerződést is ajánlott neki festményei kiállítására, árusítására. Ekkor készült Fehér festménye Pierre Loeb leánytestvéréről, a fotográfus Denise Colombról.
Az 1959-es év kiugró esztendő volt karrierje szempontjából, ugyanis ekkor nyílt első egyéni kiállítása a Seine Galériában. Ez évben több párizsi galéria is kiállította műveit, melyeknek olyan nagy sikere volt, hogy négy művészeti galéria is szerződést kínált számára. A Bellier Galéria ajánlatát fogadta el.
1961 januárjában kötött házasságot Chantallal (lánya, Anne-Laure 1964-ben született, ma festményrestaruátor). Ez évben érkezett vissza Dél-Franciaországból, ahol a Rayol-Canadel-sur-Mer, Bandol és Saint-Tropez vidékén őt ért impresszióit festette vászonra. A Loeb stúdióban ismerkedett meg Szenes Árpáddal és feleségével, a szintén festőművész Maria Elena Vieira da Silvával.
1960 körül fedezte fel Jean-Gustave Tronche, a la Nouvelle Librairie de France kiadója, kinek révén összeismerkedett Fernand Mourlot-val, a neves nyomda- és kiadótulajdonossal. Mourlot litográfiai műhelyében készültek később Fehér György jelentős, könyveket illusztráló metszetei. Itt olyan művészekkel találkozhatott, mint Chagall, Picasso, Miró és Bernard Buffet.
Az 1960-as években a japán Tamenaga Galéria kötött vele szerződést, amelynek tulajdonosa már az első találkozásukkor 60 képet vásárolt tőle. Kapcsolatuk 15 évig tartott.
1963 októberében átköltözött az Oudinot utca 23. számú lakásba.
Ugyanez évben a „Párizsi iskola” festőivel együtt Fehér György részt vett a Charpentier Galéria (76, Faubourg Saint-Honoré, a mai „Grands et jeunes”) kiállításon, melynek alapelve az volt, hogy minden „fiatal” festőt egy idősebb társkiállító támogat, vagyis a követésre méltó „nagy” szponzor.
A Jean-Claude Bellier Galéria állandó művésztársaságával 20 éven át minden nyáron Ibiza szigetére jártak pihenni és festeni. Fehérnek jövedelméből már háza is volt Ibizán, ahol családjával együtt nyaralhatott, változó ideig tartózkodott itt, néha pár hétig, néha nyolc hónapig. Becslése szerint mintegy ezer festményt festett itt.
Ugyanígy kiemelkedő szerepe volt külföldi utazásaiban Velencének, amelynek titokzatos sarkai és sotoportegói megfogták alkotói fantáziáját (ezek 1993. évi kiállításának fő témái is voltak). Szívesen tartózkodott Salernóban, Amalfiban, és kivált Görögországban, Ídra szigetén, valamint a Pélion-hegység és Vólosz régióiban. Ezek a déli, napfényes tájak meghatározóan befolyásolták festészetét is.
Élete végén súlyos betegséggel küzdött, de utolsó pillanatig dolgozott, ekkor már műterme falai között, s festményei – ellentétben a korábbi déli tájakat ábrázoló fénnyel teli alkotásaival – a rideg bezártságot és reménytelenséget adják vissza.
Párizsban a Beaux-Arts utca 2. (műterme a Daguerre utca 19.) 1963-tól az Oudinot utca 23. szám alatt élt. 1972-ben Montcourt-Fromonville-be települt.
Itt is nyugszik a helyi temetőben.

## Illusztrációi
- Antoine de Saint-Exupéry, Oeuvres complètes, Nouvelle Librairie de France, 1963, 54 eredeti litográfia Fernand Mourlot műhelyében nyomva.
- Prints from the Mourlot press, 1964, 2 eredeti Fehér litográfia, Mourlot nyomda, 1964.
- Paul Verlaine, Oeuvres poétiques - Sagesse, Jadis et naguère, Nouvelle Librairie de France, Párizs, 1967, 12 eredeti litográfia, nyomva Fernand Mourlot műhelyében.

## Kiállításai

### Egyéni kiállítások
- 1959 • Galerie de Seine, Párizs
- 1961 • G. Muratore, Nizza
- 1965 • Galerie J.-C. Bellier, Párizs
- 1968 • Keio Umeda G., Tokió
- 1969, 1971 • Keio Umeda G., Oszaka
- 1970 • Galerie Münsterberg, Bázel
- 1972 • G. d’Art Contemporain, Ibiza
- 1973 • Tamenga G., Oszaka
- 1973, 1979 • Galerie Anne Colin, Párizs
- 1974 • Theo G., Madrid
- 1984 • Country Club, Rueil-Malmaison
- 1988 • Galerie Cirianna, Párizs
- 1990 • Galerie Gloux, Concarneau
- 1991 • G. Claude Hemery
- 1993 • Galerie Saint-Sauveur, Dinan
- 1995 • Galerie J. Merle d’Aubigne, Párizs
- 1996 • Galerie J. et M. Badin, Fontainebleau
- 1997 • Espace Jean de Joigny, Joigny
- 2000 • Derkovits Galéria, Tiszaújváros
- 2004 • Secco Galéria, Budapest.
- 2017 • Exposition Georges Feher, 1929-2015, Anne-Laure Feher, 4 rue du Canivet, Párizs
- 2018 • Georges Feher, 1929-2015 - Dessins, esquisses, tableaux, Sidonie Laude Galéria, Párizs

### Válogatott csoportos kiállítások
- 1956 • Galerie Art Vivant, Párizs
- 1959 • Huit peintres de trente ans, Galerie Pierre, Párizs
- 1961-1964 • Morgan Knotte Gallery, Dallas
- 1963 • Ecole de Paris, Galerie Charpentier, Párizs
- 1964 • Grands et Jeunes d’Aujourd’hui, Musée d’Art Moderne de la Ville de Paris
- 1966 • Musée de l’Athénée, Genf
- 1967 • Salon d’Automne, Grand Palais, Párizs
- 1967 • Paris, Nichido G., Tokió
- 1968 • Tamanaga G., Tokió
- 1968-tól rendszeresen • Nemzetközi figuratív kiállítás, Tokió
- 1980 • Hommage à Pierre Loeb, Musée d’Art Moderne de la Ville de Paris
- 1985 • G. 5, Fontainebleau • Galerie des Granges, Lyon.
- 2001 • Exposition MagyArt, hôtel de ville et INSEAD, Fontainebleau (Georges Feher, invité d’honneur)
- 2007 • Galerie Abigail, Budapest

## Fordítás
- Ez a szócikk részben vagy egészben  a   Georges Feher című francia Wikipédia-szócikk ezen változatának fordításán alapul.  Az eredeti cikk szerkesztőit annak laptörténete sorolja fel. Ez a jelzés csupán a megfogalmazás eredetét és a szerzői jogokat jelzi, nem szolgál a cikkben szereplő információk forrásmegjelöléseként.